# Obertrum am See
Obertrum am See är en ort och kommun i Österrike. Den ligger i distriktet Salzburg-Umgebung i förbundslandet Salzburg,  250 kilometer väster om huvudstaden Wien. 
Kommunen består av tre orter (Ortschaften) (inom parentes invånarantal 1 januari 2024):
- Au (262)
- Mühlbach (593)
- Obertrum am See (4 167)